# Frazione di eiezione
Con frazione di eiezione (FE) ci si riferisce solitamente al rapporto tra sangue espulso dal ventricolo durante la sistole e volume telediastolico. 
La FE del ventricolo sinistro è più propriamente detta frazione di eiezione ventricolare sinistra (in inglese LVEF, left ventricular ejection fraction)
La misurazione della frazione d'eiezione permette di valutare l'efficacia della funzione di pompa del cuore e rappresenta un buon indicatore della contrattilità miocardica. È anche usata come indicatore della gravità dell'insufficienza cardiaca, sebbene con dei limiti di attendibilità. Il range di normalità "da libro" è tra 50% e 70%. Il cutoff di normalità è attualmente fissato al 50% dalle società di ecocardiografia, anche se nella pratica clinica spesso si usa un cutoff inferiore pari al 40%. Esiste uno "spazio grigio" di non univoca interpretazione per FE tra il 40% ed il 50% con caratteristiche intermedie tra scompenso a frazione di eiezione conservata e scompenso a frazione di eiezione ridotta. 
Raramente, il concetto di frazione di eiezione è usato anche in riferimento ad altre strutture come il ventricolo destro (RVEF), l'atrio, la cistifellea, o le vene degli arti inferiori.

## Storia
L'origine del termine frazione di eiezione è alquanto oscura. Quando William Harvey descrisse nel 1628 la circolazione, riteneva che il cuore si svuotasse completamente ad ogni sistole.
Nel 1856 Chauveau e Faivre osservarono che il cuore non si svuotava completamente ad ogni sistole. Ciò fu confermato anche da Roy e Adami nel 1888.
Nel 1906, Henderson stimò che il rapporto tra il volume di eiezione ed il volume telediastolico fosse di circa 2/3. 
Nel 1933, Gustav Nylin propose di usare il rapporto tra volume telediastolico e volume sistolico residuo per valutare la funzionalità cardiaca (concettualmente, è l'inverso della FE).
Nel 1952 Bing ed il suo team valutarono la funzione ventricolare destra di alcuni pazienti cardiopatici usando un catetere e del colorante (i dati vennero elaborati come previsto da Nylin). In seguito, anche Holt svolse un lavoro analogo stimando al 46% la frazione d'eiezione nel cane. 
Nel 1962 Folse e Braunwald svolsero uno studio utilizzando il rapporto tra volume di eiezione e volume telediastolico (si tratta della FE vera e propria). Con il loro lavoro giunsero alla conclusione che i volumi cardiaci (d'eiezione, telediastolico e telesistolico) forniscono informazioni fondamentali riguardo all'emodinamica e alla funzionalità del ventricolo sinistro.
Nel 1965 Bartle ed il suo team usarono per la prima volta la dizione "frazione d'eiezione" per riferirsi al rapporto tra volume d'eiezione e volume telediastolico. In seguito, il termine venne usato in ulteriori studi risalenti al 1968.

## Misurazione
Storicamente, la misurazione della frazione di eiezione avveniva combinando elettrocardiogramma e fonografia, poi sostituita dalla più precisa ventricolografia (metodica radioscopica che prevede l'utilizzo di contrasto). Ad oggi, la frazione di eiezione è misurata soprattutto con l'ecocardiografia, sebbene possa essere valutata anche con risonanza magnetica cardiaca, tomografia computerizzata cardiaca, SPECT e PET. Anche se la valutazione con risonanza magnetica è più precisa, l'ecografia è più usata verosimilmente perché è più pratica, veloce ed economica. Le misurazioni ottenute con metodiche differenti non sono equivalenti poiché la valutazione ecografica generalmente sottostima le dimensioni di camera in confronto alla cardiorisonanza.

### Calcolo
Per definizione, il volume di sangue all'interno di un ventricolo alla fine della diastole è detto volume telediastolico (EDV). Allo stesso modo, il volume di sangue nel ventricolo alla fine della sistole (contrazione) è il volume telesistolico (ESV) e la differenza tra EDV ed ESV è definita come volume di eiezione (SV). La frazione di eiezione corrisponde dunque al rapporto tra volume di eiezione e volume telediastolico, secondo questa formula: 
{\displaystyle EF(\%)={\frac {SV}{EDV}}\times 100}
Pertanto, la FE è intrinsecamente una misura relativa, come qualsiasi altra frazione, rapporto o percentuale, mentre il volume d'eiezione, il volume diastolico o il volume sistolico sono misure assolute.
In un uomo sano di 70 chilogrammi, la gittata sistolica è di circa 70 ml e il volume telediastolico ventricolare (EDV) è di circa 120 ml. Pertanto, la frazione di eiezione può essere calcolata in questo modo: 
{\displaystyle EF(\%)={\frac {70}{120}}\times 100=58\%}

## Classificazione dello scompenso in base alla FE
Le linee guida della Società Europea di Cardiologia 2016 per la diagnosi e il trattamento dello scompenso cardiaco hanno suddiviso l'insufficienza cardiaca in 3 categorie sulla base di LVEF:
- con LVEF normale o conservata [≥50%] (HFpEF= Heart Failure with preserved Ejection Fraction)
- con LVEF mediamente ridotta [nell'intervallo 40-49%] (HFmrEF= Heart Failure with mid-range Ejection Fraction)
- con LVEF ridotta [<40%] (HFrEF= Heart Failure with reduced Ejection Fraction)

Il limite del 50% per una diagnosi di insufficienza cardiaca con frazione di eiezione preservata non è da considerarsi riconosciuto globalmente, infatti in alcuni trial, i pazienti con una frazione di eiezione compresa tra il 40 e il 49% sono spesso classificati come HFpEF. Tuttavia, nelle presenti linee guida, sarà definita HFpEF, se la LVEF è ≥ 50% e i pazienti con una LVEF compresa tra il 40 e il 49%, saranno inseriti nella quota con HFmrEF.